# K2 (ライフル)
K2（ケーツー）は、大韓民国がM16A1 (603K) の後継として制式採用したアサルトライフルである。

## 概要
5.56x45mm NATO弾を使用する韓国軍の主力小銃である。M16A1のライセンス生産で経験を積んだ大宇精工（大宇プレジション・インタストリーズ）が生産を担当している。
アルミニウムやプラスチックを多用し、携帯性の向上を図ってストックを折り畳む事ができる事も特徴である。
韓国各軍に供給されるほか、セミ・オートマチックの民間型も生産されている。

## 開発経緯
大宇精工（大宇プレジション・インタストリーズ）がライセンス生産していたM16A1小銃の後継小銃開発計画を、国防科学研究所（ADD）で計画した。1972年、当時の朴正煕大統領が小銃開発計画を正式に指示し、国防科学研究所を主体として開発がスタートした。
1977年から試作銃であるXB-1からXB-6までの6種の試験用小銃が設計・開発された。検討の結果、XB-6に若干の改良を加えK2として制式採用された。
生産は開発にも関わった大宇精工が担当し、M16の生産ラインや設備が一部流用されている。一丁あたりの単価も、ライセンス料が発生していたM16よりは安価だとされる。
生産は1985年から開始され、主に戦闘部隊等に優先的に配備された。1990年代には、後方の部隊を除いた大部分の部隊に配備が完了している。

## 特徴

### 基本構造

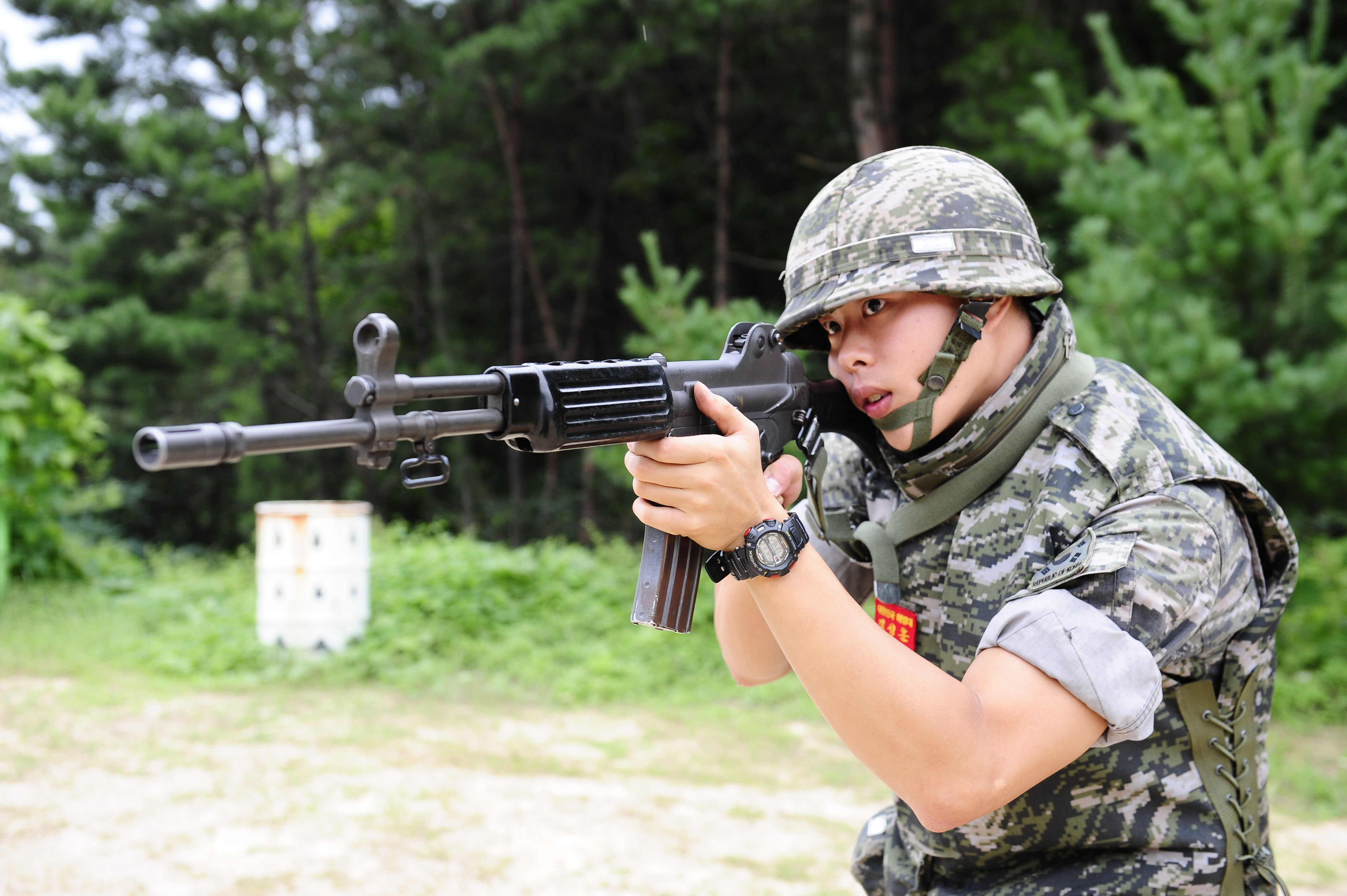
K2を構える韓国海兵隊兵士

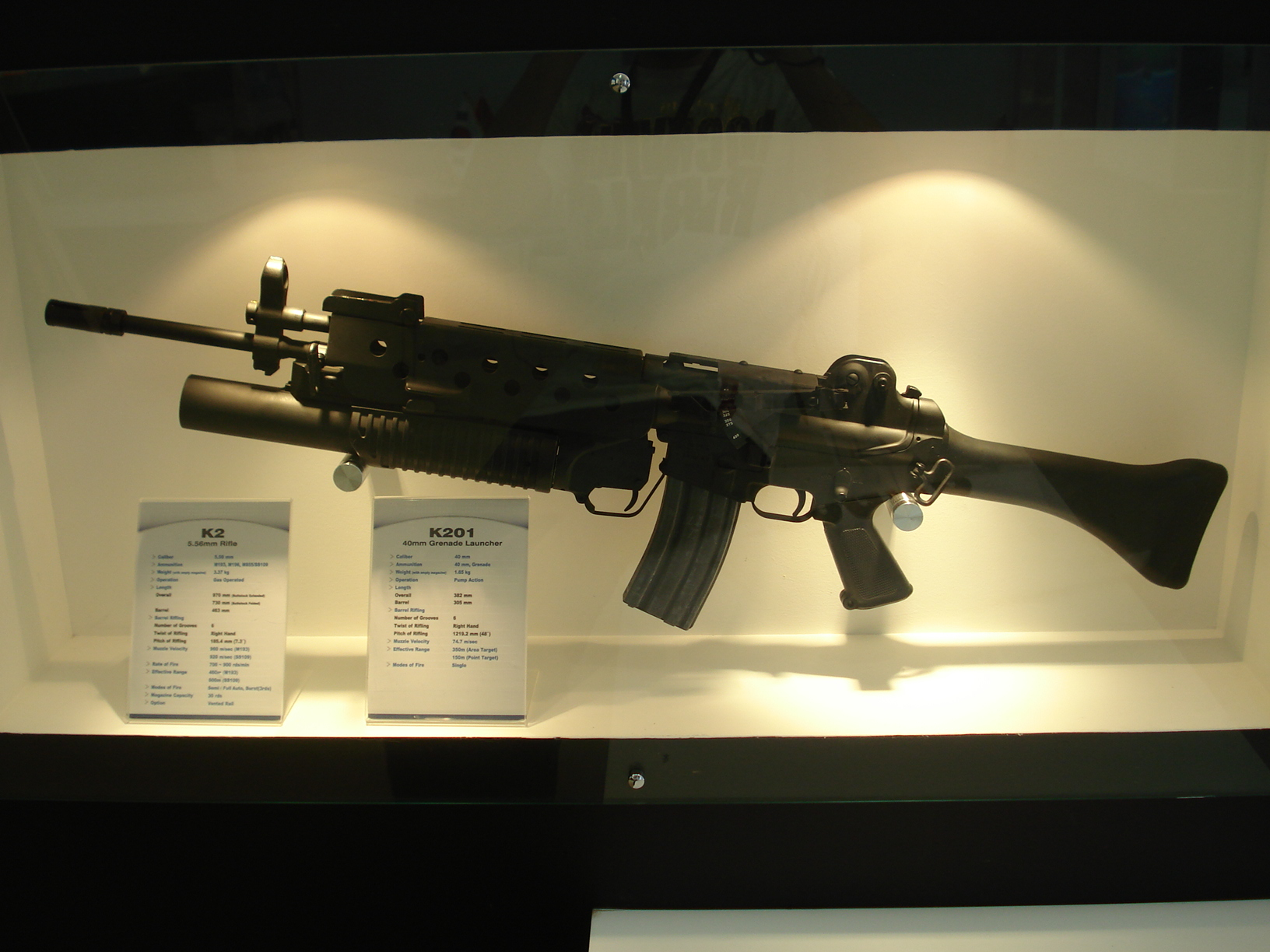
グレネードランチャーを装着したK2

特徴は全体的なデザインをM16A1から借用し、上部、下部のレシーバーもM16A1と同じアルミニウム系の軽合金で製作している事である。ストックは折り畳む事ができ、携帯性も高い。ストックは当初FN FNCのものに似た金属製だったが、プラスチック製に変更された。
銃口初速はM193で960m/sec、K100（SS109）で920m/sec。有効射程はM193で460m、K100で600m。セレクターはセーフティ、単発、3発バースト、連射の4つを選択できる。
K2は銃身にM7銃剣を着剣して近接戦闘を行うことが出来る。また、K201 40mmグレネードランチャーを銃の下部に装着する事も可能。
フロントサイトガードの上部には夜間照準用の蓄光管が内蔵されている。これに対応して、通常用リアサイトの前には夜間用のリアサイトが設けられていて、引き起こすことで使用できる。上部レシーバーーの上面には二個所のねじ穴が設けられ、ねじプラグを取り外すと、光学照準器用のベースを取り付けることができる。
リアサイトベースの後方にあるタブを前方へ押し込むと、上下のレシーバーを中折れ式に開くことができる。

### 作動方式
作動メカニズムは伝統的なガス・オペレーションで、ガス・ピストンを備えたボルト・キャリアーにターン・ボルトを装備している。オリジナルのM16A1・韓国国産銃として先発のK1とK2との最大の違いは、M16A1やK1のダイレクト・インピジメント式（ガス圧をボルト・キャリアーに直接導入する方式）に対し、K2はロングストロークピストン式にした点である。これによりM16の弱点とされていた信頼性や整備性が改善されている。
またコッキングハンドルはボルト・キャリアーに直接取り付けられている。

### 使用弾薬
M16と同様に5.56mmNATO弾（5.56mm×45）を使用する。韓国軍での制式名称はK100。マガジンはM16のもの（STANAG マガジン）がそのまま使用できる。
排出された空薬莢を回収するため、銃に薬莢受けを取り付けることができる。真鍮製の空薬莢は再利用が可能で、また発射数をごまかして実弾を盗むという事故を予防する目的もある。

### 派生型
民間向けとしてK2をベースとした「MAX-2」「AR-100」「DR-200」「DR-300」などのモデルが存在する。作動は半自動射撃のみで、DR-300はAK-47用弾薬である 7.62 × 39 mm 弾を使用する。
2012年にアメリカのM4カービンに対応するカービン銃として、K2Cが開発された。長さ310mmの短縮銃身・M4のものに類似した伸縮銃床・ピカティニー・レールを装備している。韓国軍には採用されていない。
さらに2014年に発展型のK2C1が発表され、2016年3月に正式に製造開始、2016年6月には韓国軍に配備され始めた。K2C1では伸縮銃床が銃右側面へ折り畳みできるようになり、ピカティニー・レールを装備し、銃身には465mmと305mmの長短二種類が用意されている。

### ギャラリー

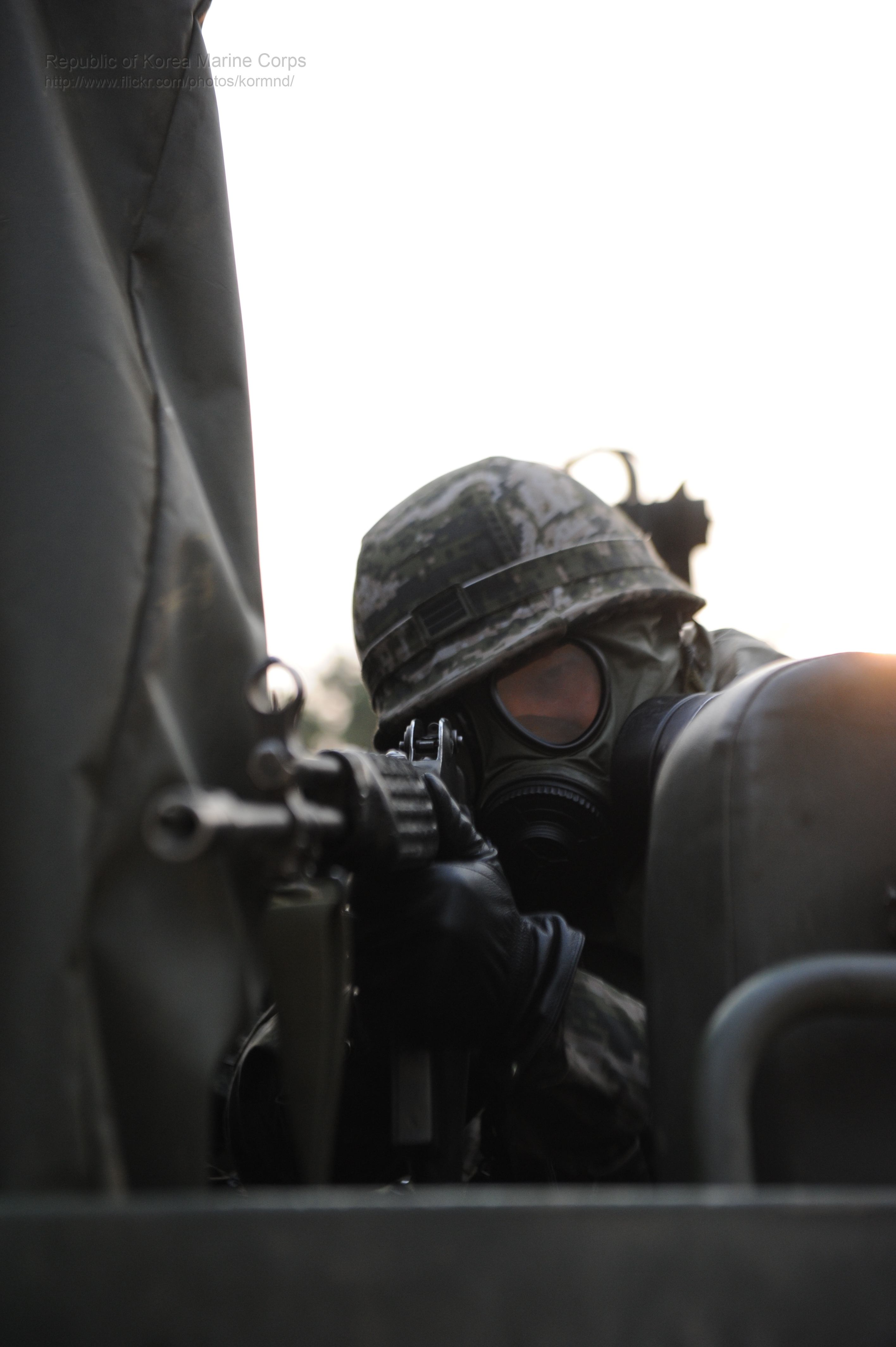
K2を構える韓国軍上等兵
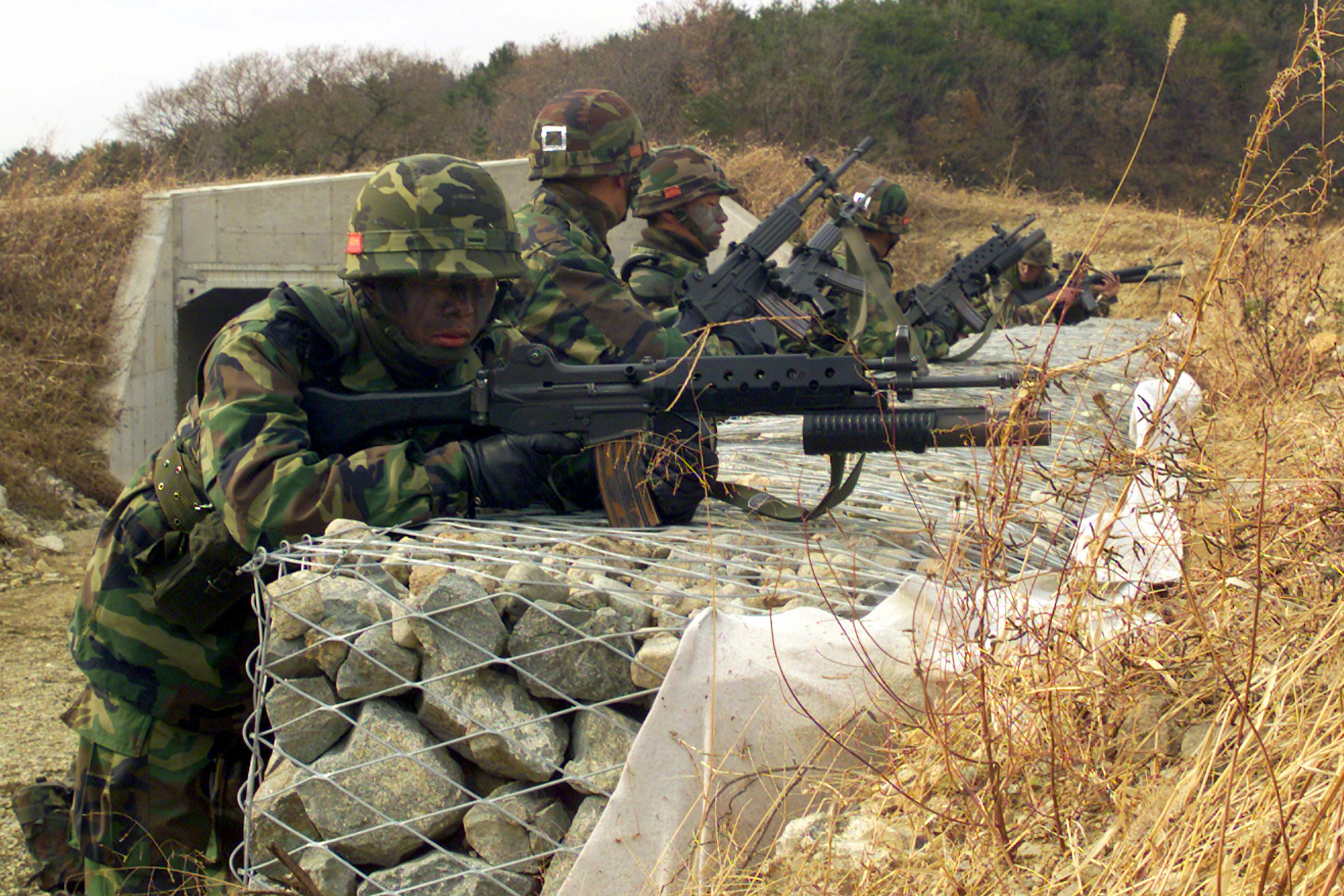
アメリカ海兵隊との訓練に参加する韓国海兵隊員
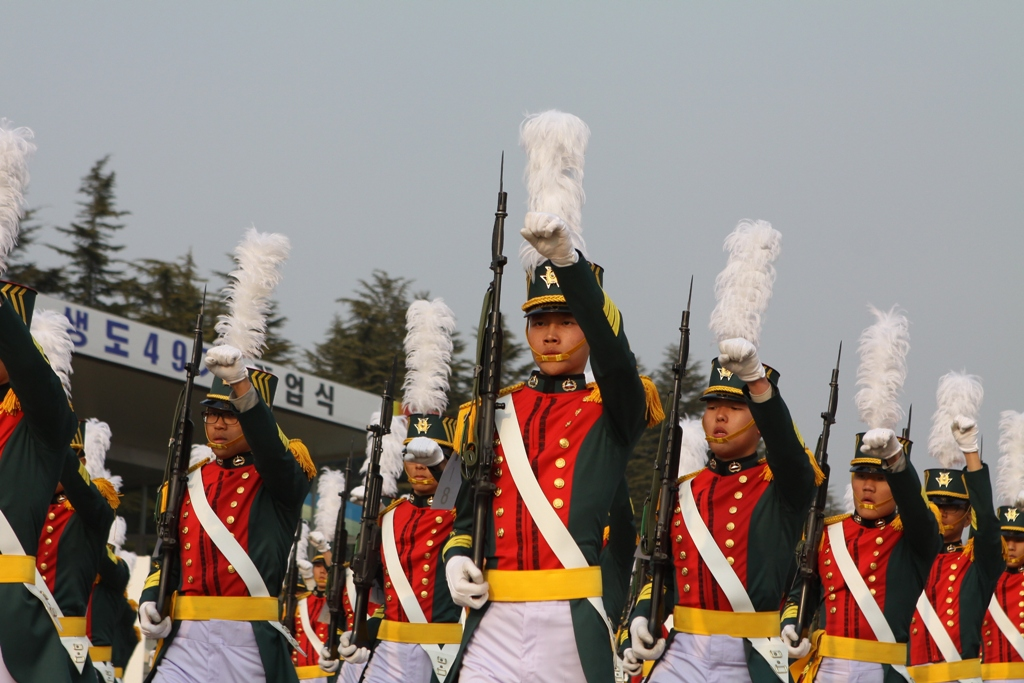
着剣状態のK2を携え、卒業行事で行進する陸軍士官学校の学生隊
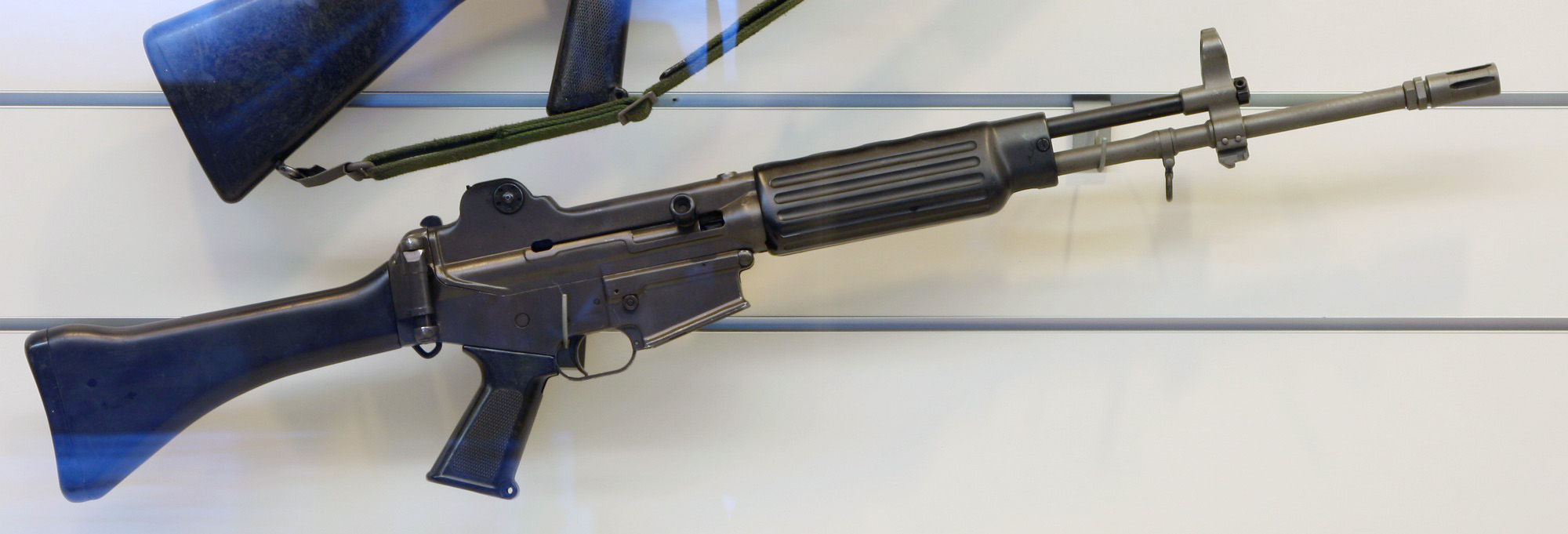
展示されるK2（右側）
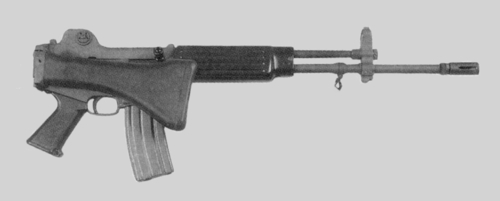
ストックを折り畳んだ状態

## 採用国
- バングラデシュ: バングラデシュ海軍特殊部隊で運用されている[1]。
- カンボジア: カンボジア王国軍第911特殊部隊連隊がK2Cを使用。[2]
- インドネシア:2008年に210丁購入した。
- 大韓民国
- 朝鮮民主主義人民共和国:一部の精鋭部隊で使用していると思われる。なお詳しい数や詳細な入手経路などは不明。
- イラク:イラク軍特殊作戦部隊がK2Cを使用。
- マラウイ: 2012年に1100丁のK2と1000丁のK2Cを採用した。
- ナイジェリア: K2ライフル最初の顧客。1983年に3000丁を購入し、1996年にもう一度購入している[3]。さらに2006年に追加で3万丁購入した。
- ペルー: ペルー海軍歩兵部隊で運用されている。
- セネガル: 2003年に100丁購入している[3]。

## 登場作品

### 映画・テレビドラマ
『FLU 運命の36時間』
韓国軍兵士が装備。パンデミックの発生した盆唐区内に展開した兵士や、同区を封鎖した兵士が装備している。物語終盤、封鎖を突破しようとした同区の住民に対して一斉に発砲される。
『愛の不時着』
エピソード1に登場。非武装地帯にてリ・ジョンヒョク率いる朝鮮人民軍、第5中隊と対峙していた韓国軍兵士が使用。
『今、私たちの学校は…』
特殊部隊以外の韓国軍兵士らが装備。ゾンビの蔓延したヒョサン市及びヤンドン市の周辺を警備していた兵士や、救助された避難民の隔離施設を警備する兵士が装備している。後者は隔離施設内で突然暴れだした無症状感染者に対し、銃床で殴打を行うがほとんど効かなかった。発砲シーンはない。
『新感染 ファイナル・エクスプレス』
物語終盤、バリケードを警備する韓国軍兵士が装備。ACOGスコープと二脚が装備されている。
『ソウル・ステーション/パンデミック』
上記『新感染』の前日譚に相当するアニメ映画。物語終盤、首都防衛司令部指揮下で出動した韓国軍兵士が装備。封鎖線を突破しようとした生存者やゾンビに対して発砲する。
『新感染半島 ファイナル・ステージ』
上記『新感染』の続編。物語序盤、港と難民船を警備していた韓国軍兵士らが装備していたほか、物語中盤以降は主人公のジョンソクがミンジョンから渡されたものを使用。民兵集団631部隊の民兵も使用している。
『ニュートピア (テレビドラマ)』
エピソード1に登場。主人公ジェユンの服務する首都防衛司令部第1防空旅団隷下の77Aタワー防空部隊の韓国軍兵士らが装備している。第2話でゾンビ発生による戒厳令の発令後は隊員らに支給され、第3話からはゾンビに対して発砲する。当初は至近距離から空砲で応戦したが、ゾンビの表皮に穴を空けるだけで牽制にすらならなかったため、実弾が支給される。

### 漫画
『軍バリ』
『砂ぼうず』
第六巻にて登場。
『第2次朝鮮戦争 ユギオII』
韓国兵の装備として全般に登場。南侵序盤、主人公達が属する韓国軍部隊が友軍に遭遇するが、実は変装した北朝鮮軍特殊部隊であり、直後に銃撃を受け後退してしまう。主人公達はこの友軍を不審に思っていたが、それはK2配備前の主力小銃M16を所持していたからである。

### ゲーム
『Alliance of Valiant Arms』 (Windows用FPSゲーム)
韓国産オンラインゲーム。
『Ironsight』(Windows用FPSゲーム）
初期武器として登場。
『MASSIVE ACTION GAME』 (PlayStation 3用FPSゲーム)
ダウンロードコンテンツ第4弾にて｢タムセンMk2｣の名称でセイバーのアサルトライフルに追加された。
『OPERATION7』 (Windows用FPSゲーム)
初期武器として登場。
『PUBG:BATTLEGROUNDS』 (バトルロイヤルゲーム)
PC版含めたコンソール版のみに実装されたマップ”Taego”限定で出現する。
『SPECIAL FORCE』 (Windows用FPSゲーム)
『Takedown: Red Sabre』（Windows用FPSゲーム)
『WarRock』 (Windows用FPSゲーム)
日本語版では未実装。
『コール オブ デューティ モダン・ウォーフェア2』 (Xbox 360・PlayStation 3・Windows用FPSゲーム)
ゲーム中には登場しないが、キャンペーンのブリーフィングで映る写真のテロリストが所持している。
『サドンアタック』 (Windows用FPSゲーム)
『ドールズフロントライン』
萌え擬人化されたものが星5戦術人形「K2」として登場。韓国版にて先行実装され、後に中国版や日本版にも実装された。
『メビウスオンライン』 (Windows用TPSゲーム)
　
上記ゲーム作品のうち、『テイクダウン』『WarRock』 『サドンアタック』『SPECIAL FORCE』『OPERATION7』『Alliance of Valiant Arms』は共通して韓国産オンラインゲーム。K2が欧州FPSゲームなどに登場する頻度は少ない。